# Безвил ла Греније
Безвил ла Греније (фр. Beuzeville-la-Grenier) насеље је и општина у северној Француској у региону Горња Нормандија, у департману Приморска Сена која припада префектури Авр.
По подацима из 2011. године у општини је живело 1.079 становника, а густина насељености је износила 174,31 становника/km². Општина се простире на површини од 6,19 km². Налази се на средњој надморској висини од 114 метара (максималној 127 m, а минималној 94 m).

## Демографија
| 1962. | 1968. | 1975. | 1982. | 1990. | 1999. | 2011. |
| ----- | ----- | ----- | ----- | ----- | ----- | ----- |
| 753   | 773   | 704   | 868   | 1.014 | 1.035 | 1.079 |

График промене броја становника у току последњих година